# British Comedy Awards 1992
La III edizione dei British Comedy Awards si tenne nel 1992 e venne presentata da Jonathan Ross.

## Vincitori
- Miglior commedia televisiva esordiente - Bottom
- Miglior attore in una commedia televisiva - David Jason
- Miglior attrice in una commedia televisiva - Stephanie Cole
- Miglior debutto in una commedia televisiva - Alan Cumming
- Miglior personalità in una commedia televisiva - Paul Merton
- Miglior commedia televisiva britannica - Murder Most Horrid
- Miglior sitcom - One Foot in the Grave
- Miglior sitcom della ITV - Men Behaving Badly
- Miglior sitcom della BBC - One Foot in the Grave
- Miglior sitcom di C4 - Desmond's
- Miglior personalità di C4 - Chris Evans
- Miglior artista di varietà - Les Dawson
- Migliore film commedia - Hear My Song
- Miglior performer in comedy club - Jo Brand
- Premio WGGB per il miglior commediografo - David Renwick
- Premio alla carriera - Eric Sykes